# Djibouti aux Jeux olympiques
Djibouti participe aux Jeux olympiques depuis 1984 et a envoyé des athlètes à chaque jeux depuis cette date. Le pays n'a jamais participé aux Jeux d'hiver. 
Le pays a remporté 1 médaille de bronze en marathon.
Le Comité national olympique de Djibouti a été créé en 1983 et a été reconnu par le Comité international olympique (CIO) en 1984.

## Médailles
| Médaille | Nom                 | Jeux       | Sport      | Compétition      |
| -------- | ------------------- | ---------- | ---------- | ---------------- |
| Bronze   | Hussein Ahmed Salah | Séoul 1988 | Athlétisme | Marathon (sport) |

## Tableau des médailles
| Année               | Athlètes          | Médaille d'or, Jeux olympiques | Médaille d'argent, Jeux olympiques | Médaille de bronze, Jeux olympiques | Total             | Rang              |
| Los Angeles 1984    | 3                 | 0                              | 0                                  | 0                                   | 0                 | -                 |
| Séoul 1988          | 6                 | 0                              | 0                                  | 1                                   | 1                 | 46e               |
| Barcelone 1992      | 8                 | 0                              | 0                                  | 0                                   | 0                 | -                 |
| Atlanta 1996        | 5                 | 0                              | 0                                  | 0                                   | 0                 | -                 |
| Sydney 2000         | 2                 | 0                              | 0                                  | 0                                   | 0                 | -                 |
| Athènes 2004        | N'a pas participé | N'a pas participé              | N'a pas participé                  | N'a pas participé                   | N'a pas participé | N'a pas participé |
| Pékin 2008          | 2                 | 0                              | 0                                  | 0                                   | 0                 | -                 |
| Londres 2012        | 5                 | 0                              | 0                                  | 0                                   | 0                 | -                 |
| Rio de Janeiro 2016 | 6                 | 0                              | 0                                  | 0                                   | 0                 | -                 |
| Tokyo 2020          | 4                 | 0                              | 0                                  | 0                                   | 0                 | -                 |
| Paris 2024          | 7                 | 0                              | 0                                  | 0                                   | 0                 | -                 |
| Total               | 48                | 0                              | 0                                  | 1                                   | 1                 | 141e              |